# Gernyésmező
Gernyésmező (ukránul: Поляна [Poljana]) falu Ukrajnában, Kárpátalján, a Huszti járásban. A település Huszt községhez tartozik.

## Fekvése
Huszttól északkeletre Gernyés közelében fekvő település.

## Nevének eredete
Nevének Polyána változata ruszin dűlőnévi eredetű (1865: Husztecz Polyana). A név a ruszin-ukrán поляна ‘erdei tisztás, rét’ főnév származéka. Husztec előtagja a közeli Husztecfolyóra utal (1776: fluvium Husztecz). Nevének magyar magyar Gernyésmező változata a helységnévrendezés során keletkezett hivatalos úton, előtagja a szomszédos Gernyés faluhoz való tartozására utal, utótagja pedig a Polyána tükörfordítása; a hivatalos ukrán Поляна a történelmi névből származik.

## Története
Gernyésmező nevét 1892-ben említette oklevél Polyána (hnt.) formában. Későbbi névváltozatai: 1898-ban Polyána, 1907-ben, 1913-ban Gernyésmező, 1925-ben Hustec Poljana, 1930-ban Polana, 1944-ben Gernyésmező, Хустецполяна (hnt.), 1983-ban Поляна.